# Seznam iráckých králů
Toto je seznam iráckých králů od roku 1921, kdy první irácký král Fajsal ibn Husajn al-Hášimí z dynastie Hášimovců nastoupil na trůn poté, co byl Irák prohlášen za Irácké hášimovské království.
| jméno      | obrázek | období vlády | život     | rodiče                                         | poznámky                                                              |
| ---------- | ------- | ------------ | --------- | ---------------------------------------------- | --------------------------------------------------------------------- |
| Fajsal I.  |         | 1921–1933    | 1883–1933 | Husajn ibn Alí al-Hášimí Abdliya bint Abdullah | král Velké Sýrie v roce 1920                                          |
| Ghazi I.   |         | 1933–1939    | 1912–1939 | Fajsal I. Huzaima bint Nasser                  | zemřel při autonehodě                                                 |
| Fajsal II. |         | 1939–1958    | 1935–1958 | Ghazi I. Alíja bint Alí                        | v letech 1939 až 1953 vládl jako regent princ Abd al-Ilah / byl zabit |

## Pretendenti trůnu po roce 1958
| jméno           | obrázek | období vlády | život     | rodiče                                       | poznámky |
| --------------- | ------- | ------------ | --------- | -------------------------------------------- | -------- |
| Zeid bin Husajn |         | 1958–1970    | 1898–1970 | Husajn ibn Alí al-Hášimí Adila Khanum        |          |
| Raad bin Zeid   |         | od 1970      | 1936      | Zeid bin Husajn Fahrelnissa Zeid             |          |
| Zeid bin Raad   |         | následník    | 1964      | Raad bin Zeid Margaretha Inga Elisabeth Lind |          |